# São Paulo de Frades
São Paulo de Frades é uma localidade portuguesa do Município de Coimbra que foi sede da extinta Freguesia de São Paulo de Frades, freguesia que tinha 14,97 km² de área e 5 824 habitantes (2011), e, por isso, uma densidade populacional de 389 hab/km². 
Era uma das poucas freguesias portuguesas territorialmente descontínuas, consistindo em duas partes de extensão muito diferente: a parte principal, concentrando mais de 90% do território da antiga freguesia e um pequeno exclave (Bairro da Quinta de Santa Apolónia) a oeste, separado do corpo principal pela antiga freguesia de Eiras.
A Freguesia de São Paulo de Frades foi extinta (agregada) pela reorganização administrativa de 2012/2013, sendo o seu território integrado na União das Freguesias de Eiras e São Paulo de Frades, territorialmente contínuo.

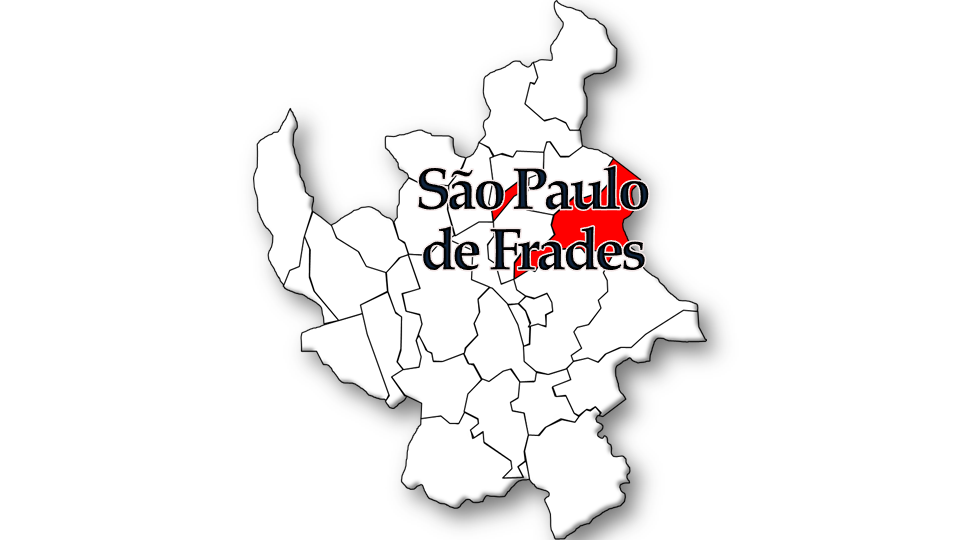
Localização no Município de Coimbra

## População

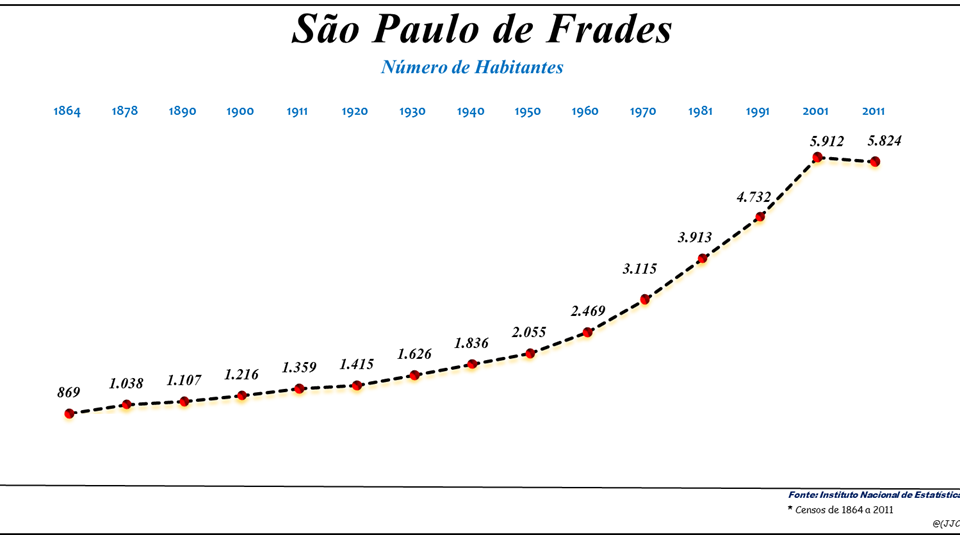
Evolução da População (1864 / 2011)

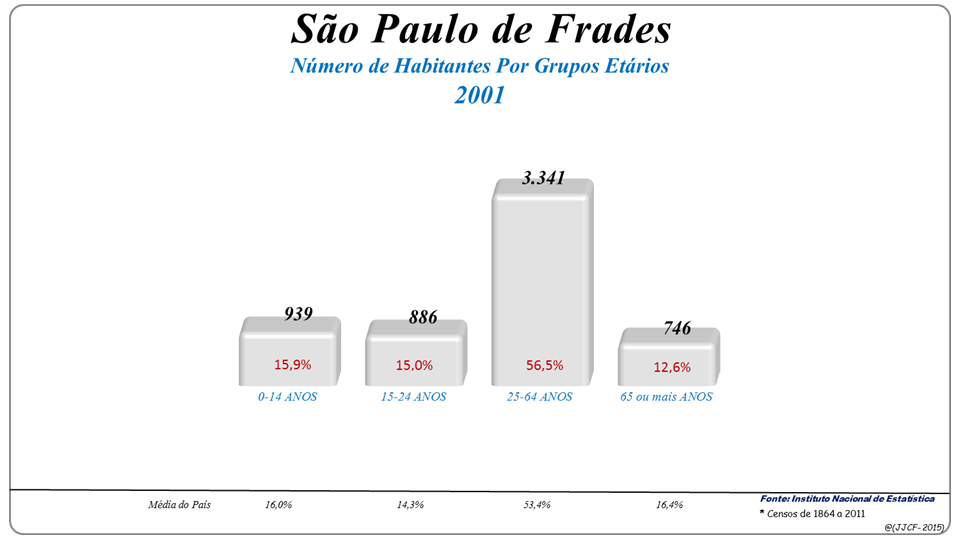
Grupos Etários (2001 e 2011)

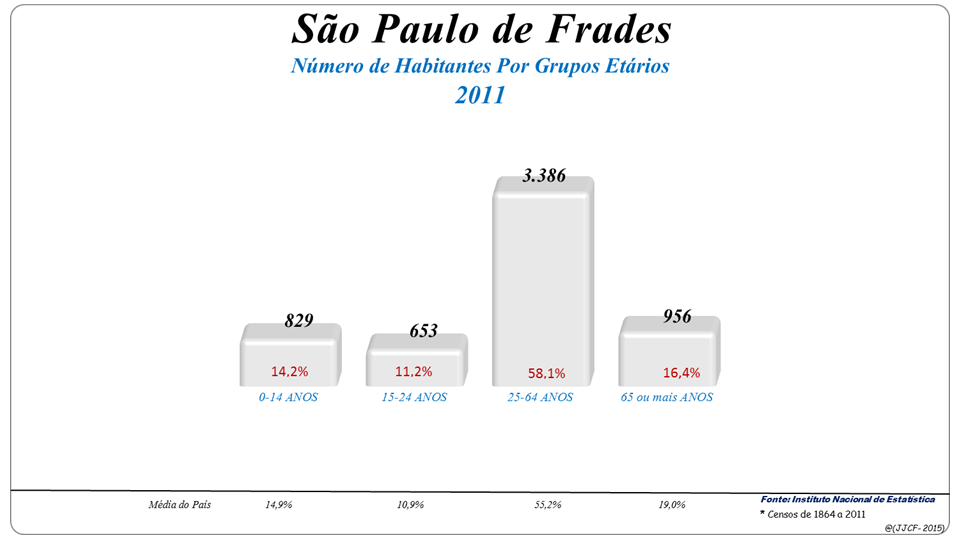
Grupos Etários (2001 e 2011)

Antigas freguesias que deram origem à União das Freguesias de Eiras e São Paulo de Frades (Coimbra).

| População da freguesia de São Paulo de Frades | População da freguesia de São Paulo de Frades | População da freguesia de São Paulo de Frades | População da freguesia de São Paulo de Frades | População da freguesia de São Paulo de Frades | População da freguesia de São Paulo de Frades | População da freguesia de São Paulo de Frades | População da freguesia de São Paulo de Frades | População da freguesia de São Paulo de Frades | População da freguesia de São Paulo de Frades | População da freguesia de São Paulo de Frades | População da freguesia de São Paulo de Frades | População da freguesia de São Paulo de Frades | População da freguesia de São Paulo de Frades | População da freguesia de São Paulo de Frades |
| --------------------------------------------- | --------------------------------------------- | --------------------------------------------- | --------------------------------------------- | --------------------------------------------- | --------------------------------------------- | --------------------------------------------- | --------------------------------------------- | --------------------------------------------- | --------------------------------------------- | --------------------------------------------- | --------------------------------------------- | --------------------------------------------- | --------------------------------------------- | --------------------------------------------- |
| 1864                                          | 1878                                          | 1890                                          | 1900                                          | 1911                                          | 1920                                          | 1930                                          | 1940                                          | 1950                                          | 1960                                          | 1970                                          | 1981                                          | 1991                                          | 2001                                          | 2011                                          |
| 869                                           | 1 038                                         | 1 107                                         | 1 216                                         | 1 359                                         | 1 415                                         | 1 626                                         | 1 836                                         | 2 055                                         | 2 469                                         | 3 115                                         | 3 913                                         | 4 732                                         | 5 912                                         | 5 824                                         |

## Património
- Igreja Paroquial de São Paulo de Frades
- Sepulturas escavadas na rocha
- Quinta de Santa Apolónia